# Chusaris nigromaculata
Chusaris nigromaculata là một loài bướm đêm trong họ Noctuidae.